# Ministère de l'Intérieur (Finlande)
Pour les articles homonymes, voir Ministère de l'Intérieur.
Le ministère de l'Intérieur de Finlande (finnois : Suomen sisäministeriö) est un ministère finlandais.

## Organisation
- Département de l'administration et du développement
- Département de la police
- Département du sauvetage
- Département de l'immigration
- Département des gardes-frontières
- Unités non ministérielles

## Attributions
- Ordre public, sécurité publique et administration policière
- Passeport, carte d'identité et carte d'identité électronique finlandais
- Extradition des délinquants entre la Finlande et les autres pays nordiques
- Services de sécurité privée
- Loteries, divertissements et collectes de fonds
- Armes à feu et autres armes
- Événements publics
- Citoyenneté finlandaise
- Immigration et l'octroi de protection internationale
- Intégration des immigrés
- Accueil des demandeurs d'asile et préparation aux situations d'exil de masse
- Détention en vertu de la loi sur les étrangers
- Questions liées à la migration de retour, à l'émigration et aux expatriés finlandais
- Opérations de sauvetage
- Fonctionnement des centres d'urgence
- Surveillance des frontières, contrôles aux frontières et sauvetage maritime
- Coordinations des capacités de gestion civile des crises nationales
- Drapeau finlandais et Armoiries de la Finlande
- Médailles de sauvetage et médailles de la croix rouge finlandaise

## Établissements rattachés
Les agences gouvernementales et autres établissements agissant pour le Ministère sont:
- Service de l'immigration
- Garde-frontières finlandais
- Suojelupoliisi
- Institut de formation aux secours
- Hätäkeskuslaitos
- Kriisinhallintakeskus
- Direction de la police
  - Police criminelle centrale
  - École supérieure de police